# Al-Hira
Al-Hīra (in arabo الحيرة‎?) fu un'antica città, sita a sud di al-Kūfa, nella attuale regione centro-meridionale irachena. Fu un importante centro urbano del periodo arabo preislamico. Originariamente accampamento militare (hirta), nel V-VI secolo, divenne capitale della dinastia araba dei Lakhmidi. 
Gli Arabi emigrarono nelle regioni vicino-orientali dall'originaria Arabia a partire dal IX secolo a.C. Nel III secolo, parti della Mesopotamia meridionale aveva già una sostanziosa popolazione araba, tanto che, sotto la dinastia persiana sasanide, il sud mesopotamico cominciò a essere talora chiamato Arabistan. Il primo regno arabo storicamente accertato fuori d'Arabia, al-Ḥīra (IV-VII secolo), divenne vassalla dei Sasanidi, aiutandola nell'opera di contenimento dei beduini arabi. I governanti di al-Ḥīra, identificati col nome di Lakhmidi, ottennero formale riconoscimento da Shapur II (337-358).
Hīra fu cristiana o fortemente influenzata dal Cristianesimo. Lo Shahanshah sasanide, Bahram V salì al trono con l'aiuto di al-Mundhir I, principe lakhmide di al-Ḥīra, nel 420. 
Nel 542, Khosrau I di Persia bloccò il generale bizantino Belisario a Callinicum, a sud di Edessa (SE dell'attuale Turchia), con l'aiuto di al-Ḥīra. Nel 602, Khosrau II depose Nuʿmān III di al-Ḥīra e inglobò i suoi domini nel suo impero. L'Islam distruggerà poi l'Impero sasanide nel VII secolo. 
Il regno di al-Ḥīra fu spesso in competizione armata col regno arabo siro-palestinese dei Ghassanidi, alleato dell'Impero bizantino. Verso il 527, al-Ḥīra e i Ghassanidi entrarono in conflitto armato, spinti dai loro potenti protettori. 
Alcuni sostengono che il primo regno arabo fosse fondato a Hatra, nel settentrione iracheno. 
A seguito dell'assedio di al-Ḥīra, la città fu conquistata dalle forze musulmane del Califfato dei Rāshidūn, guidato da Khālid b. al-Walīd nel maggio 633.